# Paule Laborie
Paule Laborie, née  en 1911, décédée le 16 février 2007, est une poétesse et essayiste française.

## Biographie
Paule Laborie fut professeur de civilisation française pour étrangers à la Sorbonne. Elle a collaboré à la Revue de l'ACILECE.
En 1988, elle obtint le Grand prix de poésie de l'Académie française pour l'ensemble de son œuvre, dominée par un style fruité combinant l'écriture libre à la métrique classique.

## Œuvres

### Poésie
- Paule Laborie, De flamme et de givre : poèmes, Paris, Éd. ARCAM, 1998, 111 p. (ISBN 2-86476-473-3)
- Paule Laborie (préf. Serge Brindeau), Le Sang d'Adonis, Paris, Editions Saint-Germain-des-prés, 1987, 46 p. (ISBN 2-243-02993-6)
- Paule Laborie, Cantilènes dérisoires, Paris, éd. Saint-Germain-des-Prés, 1982, 37 p. (ISBN 2-243-01941-8)
- Les Pas perdus, Maison rhodanienne de poésie, 1979, prix Claire-Virenque de l’Académie française 1980
- Paule Laborie, Le lierre du silence, Paris, Éditions Saint-Germain-des-Prés, 1976, 44 p. (ISBN 2-243-00298-1)
- Paule Laborie, Doux amers, Paris, J. Grassin, 1973, 63 p. (ISBN 2-7055-0793-0)
- La Branche sans arbre, Éditions Saint-Germain-des-Prés, 1972
- Contre-cœur, Éditions Saint-Germain-des-Prés, 1971

### Essais
- Robert Desnos : son œuvre dans l'éclairage de Arthur Rimbaud et Guillaume Apollinaire, Nizet, 1975  (ISBN 2707803731)